# In a Metal Mood: No More Mr. Nice Guy
In a Metal Mood: No More Mr. Nice Guy è un album in studio del cantante e attore statunitense Pat Boone, pubblicato nel 1997.
Il disco contiene cover di canzoni heavy metal rifatte in stile jazz/big band.

## Tracce
Tra parentesi è riportato il gruppo o l'interprete originale.
1. You've Got Another Thing Comin' (Judas Priest)  – 4:19
2. Smoke on the Water (Deep Purple) – 3:53
3. It's a Long Way to the Top (If You Wanna Rock 'n' Roll) (AC/DC) – 4:37
4. Panama (Van Halen)  – 5:15
5. No More Mr. Nice Guy (Alice Cooper) – 3:06
6. Love Hurts (Everly Brothers, nella versione dei Nazareth; composta da Boudleaux Bryant) – 4:57
7. Enter Sandman (Metallica)  – 3:52
8. Holy Diver (Dio)  – 4:44
9. Paradise City (Guns N' Roses)  – 4:41
10. The Wind Cries Mary (The Jimi Hendrix Experience) – 4:12
11. Crazy Train (Ozzy Osbourne) – 4:32
12. Stairway to Heaven (Led Zeppelin) – 4:59